# ماری کوری: جسارت دانش
ماری کوری: جسارت دانش (لهستانی: Marie Curie: The Courage of Knowledge) یک فیلم درام لهستانی-فرانسوی به کارگردانی ماری نوئل محصول ۲۰۱۶ است. این فیلم در چهل و یکمین دورهٔ جشنواره بین‌المللی فیلم تورنتو به نمایش درآمد.

## گزیدهٔ بازیگران
- کارولینا گروشکا در نقش ماری کوری
- آریه وُرت‌هالتر در نقش پل لانژون
- شارل برلینگ در نقش پیر کوری
- ایزابلا کونا در نقش برونیسواوا دوئوسکا
- مالک زیدی در نقش آندره-لویس دبیرن
- آندره ویلم در نقش اوژن کوری
- دانیل اولبریخسکی در نقش امیل آماگات
- ماری دنارنائود در نقش ژان لونژوان
- ساموئل فینتسی در نقش گوستاو تری
- پیوتر گوئوواتسکی در نقش آلبرت اینشتین
- یان فریچ در نقش ارنست سلوی
- آرتور جورمان در نقش رئیس دانشکده
- سابان تامبرئا در نقش آگست یولتسنولپه
- ساشا کراپانزانو در نقش ایرن ژولیو-کوری (۹ ساله)
- رز مونترون در نقش ایرن کوری (۱۵ ساله)
- آدل اشمیت در نقش ایو کوری (۷ ساله)
- میخاو مِـیِر در نقش یک دانشجو